# Selección de fútbol de Alta Hungría
La selección  de fútbol de la Alta Hungría es el equipo que representa a la minoría húngara en la Alta Hungría (Felvidék), que ahora forma parte de Eslovaquia. La Alta Hungría no está afiliada a la FIFA o la UEFA, y por lo tanto no puede competir por la Copa Mundial de fútbol o la Eurocopa. Sin embargo el equipo es miembro de ConIFA y participa de la Europeada.
La Alta Hungría participó en dos ediciones de la Copa Europa de Fútbol de ConIFA, y su mejor desempeño fue en 2015, cuando terminó en 4.º lugar. Además, jugó en repetidas ocasiones la Europeada siendo su mejor resultado un cuarto puesto en la Europeada 2016.
La selección de la alta Hungría se salió de la ConIFA en 2020 y ahora no pertenece a ninguna

## Historial en competiciones

### Copa Mundial de ConIFA
| Año   | Posición         | PJ               | PG               | PE               | PP               | GF               | GC               | DG               |
| ----- | ---------------- | ---------------- | ---------------- | ---------------- | ---------------- | ---------------- | ---------------- | ---------------- |
| 2014  | No participó     | No participó     | No participó     | No participó     | No participó     | No participó     | No participó     | No participó     |
| 2016  | No participó     | No participó     | No participó     | No participó     | No participó     | No participó     | No participó     | No participó     |
| 2018  | Se retiró        | Se retiró        | Se retiró        | Se retiró        | Se retiró        | Se retiró        | Se retiró        | Se retiró        |
| 2020  | Evento Cancelado | Evento Cancelado | Evento Cancelado | Evento Cancelado | Evento Cancelado | Evento Cancelado | Evento Cancelado | Evento Cancelado |
| Total | 0/4              |                  |                  |                  |                  |                  |                  |                  |

### Copa Europa de ConIFA
| Año   | Posición     | PJ           | PG           | PE           | PP           | GF           | GC           | DG           |
| ----- | ------------ | ------------ | ------------ | ------------ | ------------ | ------------ | ------------ | ------------ |
| 2015  | 4.º          | 4            | 1            | 1            | 2            | 5            | 11           | -6           |
| 2017  | 7.º          | 4            | 2            | 0            | 2            | 3            | 3            | 0            |
| 2019  | No participó | No participó | No participó | No participó | No participó | No participó | No participó | No participó |
| Total | 2/3          | 8            | 3            | 1            | 4            | 8            | 14           | -6           |

### Europeada
| Año   | Posición     | PJ           | PG           | PE           | PP           | GA           | GC           | DF           |
| ----- | ------------ | ------------ | ------------ | ------------ | ------------ | ------------ | ------------ | ------------ |
| 2008  | No participó | No participó | No participó | No participó | No participó | No participó | No participó | No participó |
| 2012  | No participó | No participó | No participó | No participó | No participó | No participó | No participó | No participó |
| 2016  | 5.º          | 6            | 4            | 2            | 0            | 18           | 4            | +14          |
| Total | 1/3          | 6            | 4            | 2            | 0            | 18           | 4            | +14          |

## Partidos
| Fecha               | Lugar                               | Competición                          |              | Rival                   | Resultado      |
| ------------------- | ----------------------------------- | ------------------------------------ | ------------ | ----------------------- | -------------- |
| 30 de mayo de 2015  | Douglas, Isla de Man                | Niamh Challenge Cup 2015             | Alta Hungría | Alderney                | 2-1            |
| 31 de mayo de 2015  | Douglas, Isla de Man                | Niamh Challenge Cup 2015             | Alta Hungría | Ellan Vannin            | 1-3            |
| 18 de junio de 2015 | Debrecen, Hungría                   | Copa Europa de Fútbol de ConIFA 2015 | Alta Hungría | País Sículo             | 3-1            |
| 19 de junio de 2015 | Debrecen, Hungría                   | Copa Europa de Fútbol de ConIFA 2015 | Alta Hungría | Niza                    | 1-4            |
| 20 de junio de 2015 | Debrecen, Hungría                   | Copa Europa de Fútbol de ConIFA 2015 | Alta Hungría | Padania                 | 0-5            |
| 21 de junio de 2015 | Debrecen, Hungría                   | Copa Europa de Fútbol de ConIFA 2015 | Alta Hungría | Ellan Vannin            | 1-1 (pen. 3-5) |
| 25 de mayo de 2016  | Hungría                             | amistoso                             | Alta Hungría | Győri ETO Football Club | 1-1            |
| 19 de junio de 2016 | Valle Aurina, Italia                | Europeada 2016                       | Alta Hungría | Eslovenos de Carintia   | 1-0            |
| 20 de junio de 2016 | Muehlwald, Italia                   | Europeada 2016                       | Alta Hungría | Sorbios de Lusacia      | 2-2            |
| 21 de junio de 2016 | Campo Tures, Italia                 | Europeada 2016                       | Alta Hungría | Nord-Schleswig          | 10-0           |
| 23 de junio de 2016 | Valdaora, Italia                    | Europeada 2016                       | Alta Hungría | Occitania               | 1-1 (pen. 2-4) |
| 24 de junio de 2016 | Falzes, Italia                      | Europeada 2016                       | Alta Hungría | Ladino                  | 3-1            |
| 25 de junio de 2016 | Valle Aurina, Italia                | Europeada 2016                       | Alta Hungría | Rusos de Alemania       | 1-0            |
| 1 de agosto de 2016 | Szarvas, Hungría                    | Hungary Heritage Cup 2016            | Alta Hungría | Kárpátalja              | 1-1 (pen. 5-4) |
| 3 de agosto de 2016 | Szarvas, Hungría                    | Hungary Heritage Cup 2016            | Alta Hungría | Délvidék                | 2-1            |
| 5 de junio de 2017  | Famagusta, Chipre del Norte         | Copa Europa de Fútbol de ConIFA 2017 | Alta Hungría | País Sículo             | 1-0            |
| 6 de junio de 2017  | Morfou, Chipre del Norte            | Copa Europa de Fútbol de ConIFA 2017 | Alta Hungría | Ellan Vannin            | 0-1            |
| 7 de junio de 2017  | Nicosia del Norte, Chipre del Norte | Copa Europa de Fútbol de ConIFA 2017 | Alta Hungría | Padania                 | 0-2            |
| 9 de junio de 2017  | Famagusta, Chipre del Norte         | Copa Europa de Fútbol de ConIFA 2017 | Alta Hungría | Osetia del Sur          | 2-0            |